# Джонс, Барретт
Барретт Эй Джонс (англ. Barrett A. Jones; 25 мая 1990, Мемфис, Теннесси) — профессиональный американский футболист, выступал на позициях центра и гарда. В 2013 и 2014 годах играл в НФЛ в составе клуба «Сент-Луис Рэмс». На студенческом уровне играл за команду Алабамского университета. Победитель студенческого национального чемпионата в сезонах 2009, 2011 и 2012 годов. Обладатель Трофея Римингтона 2012 года. На драфте НФЛ 2013 года был выбран в четвёртом раунде. После окончания спортивной карьеры работал комментатором и финансовым консультантом.

## Биография
Барретт Джонс родился 25 мая 1990 года в Мемфисе. Учился в частной Евангелистской христианской школе. Играл в футбол в составе её команды. Входил в число лучших игроков штата, в 2007 году был приглашён на матч всех звёзд школьного футбола. После окончания школы поступил в Алабамский университет, где в 1980-х годах учился его отец Рекс Джонс.

### Любительская карьера
В футбольном турнире NCAA Джонс дебютировал в сезоне 2008 года. Он принял участие в трёх матчах команды, после чего травмировал плечо и по медицинским показаниями получил статус освобождённого игрока. В 2009 году он занял место стартового правого гарда Алабамы и сыграл во всех четырнадцати матчах сезона, в котором команда не потерпела ни одного поражения и выиграла чемпионский титул. В сезоне 2010 года Джонс сыграл одиннадцать матчей и вошёл в состав сборной звёзд конференции SEC по версии Associated Press.
В 2011 году Джонс второй раз стал победителем национального чемпионата. Он принял участие в одиннадцати матчах сезона, выходя на поле на позициях левого и правого тэклов, левого гарда и центра. По итогам турнира он стал обладателем приза лучшему внутреннему линейному конференции и Трофея Вурффела, вручаемого игроку, сочетающему успехи на поле, в учёбе и общественной деятельности. В 2012 году Джонс сыграл двенадцать матчей регулярного сезона и был признан лучшим центром NCAA, получив Трофей Римингтона. В том же году он вместе с командой в третий раз стал победителем национального чемпионата.

### Профессиональная карьера
Официальный сайт лиги перед драфтом 2013 года выделял универсальность Джонса, его игровой интеллект и волевые качества, прогнозируя ему будущее в роли основного гарда или центра в одной из команд. К достоинствам игрока также относили технику, умение распознавать блиц-комбинации защиты, эффективность в выносном нападении. Минусами Джонса называли нехватку атлетизма и маневренности, нестабильность, недостаточную жёсткость и возможные последствия перенесённых им ранее травм.
На драфте Джонс был выбран «Сент-Луисом» в четвёртом раунде под общим 113 номером. Обозреватель издания Bleacher Report Мэтт Стейн оценил это решение клуба на «четыре», отметив, что благодаря универсальности игрока этот выбор безопасен даже с учётом его невысокого потенциала. В дебютном сезоне из-за травмы ноги он смог принять участие только в трёх играх регулярного чемпионата. Летом 2014 года Джонс перенёс операцию на спине и на поле смог вернуться только в октябре. В своём втором сезоне он сыграл в семи матчах «Рэмс», большую часть снэпов проведя как игрок специальных команд. Перед началом чемпионата 2015 года клуб отчислил его во время сокращения составов.
После ухода из «Рэмс» Джонс тренировался в составах «Питтсбурга», Чикаго и Филадельфии, но закрепиться нигде не сумел и завершил карьеру игрока. В 2017 году он начал комментировать игры футбольного турнира NCAA на ESPN Radio. Также он работает финансовым консультантом и специалистом по финансовому планированию.